# Win, Lose or Draw (videogioco)
Win, Lose or Draw è un videogioco pubblicato nel 1988 per i computer Apple II, Commodore 64 e MS-DOS e nel 1990 per la console Nintendo Entertainment System dalla Hi Tech Expressions di New York. È la trasposizione ufficiale del quiz televisivo statunitense Win, Lose or Draw, nel quale un concorrente disegna a mano libera e altri cercano di capire cosa intenda rappresentare.
Nel 1989 fu seguito, solo in versioni per gli stessi tre computer, da Win, Lose or Draw Junior, edizione rivolta ai più piccoli (8-15 anni), e da Win, Lose or Draw: Second Edition, un'espansione autonoma con oltre 300 nuovi disegni e nuove categorie di soggetti.
Win, Lose or Draw e Second Edition uscirono anche insieme nella raccolta Win, Lose or Draw Deluxe solo per MS-DOS.

## Modalità di gioco
Il funzionamento del videogioco è sostanzialmente lo stesso del gioco televisivo, ma i concorrenti mostrati non sono celebrità riconoscibili, e nelle versioni per computer i giocatori non hanno la possibilità di disegnare, ma solo di indovinare disegni fatti in automatico. Di seguito si descrivono prima le versioni per computer e poi le novità della versione NES.
In ogni partita si affrontano due squadre, ciascuna composta da tre uomini o da tre donne, una scelta che influenza soltanto l'aspetto estetico. Una squadra è assegnata a un giocatore e l'altra può essere assegnata a un altro giocatore oppure al computer. Il compito dei concorrenti è indovinare, scrivendolo in inglese, il significato dei disegni, che spesso corrisponde a modi di dire dell'inglese americano, oppure anche a nomi di persone famose o altri soggetti.
A gioco fermo viene mostrato il salotto dove si svolge il quiz, con i sei personaggi in attesa sul divano o impegnati a disegnare e indovinare. Durante l'azione appare solo un ingrandimento del foglio bianco, dove il computer traccia progressivamente un disegno monocromatico, simulando uno schizzo fatto a mano in tempo reale. Il giocatore che è di turno può digitare liberamente le parole della risposta durante e dopo la creazione del disegno, e deve indovinare entro un limite di tempo totale. Se tocca all'avversario computerizzato, "indovina" o meno secondo qualche imprecisato algoritmo casuale. Si può andare per tentativi, senza penalità per le risposte sbagliate; anche se viene indovinata una parola sola della soluzione, questa intanto verrà confermata e mostrata accanto al disegno.
Ogni partita è costituita da due turni normali e uno veloce (speed round). In ciascun turno le squadre si alternano a indovinare. Nei turni normali c'è un minuto di tempo per dare la risposta corretta, nel qual caso si vince un punteggio in dollari, in proporzione a quanto poco tempo si è effettivamente impiegato. Se si fallisce, l'altra squadra ha un'opportunità di indovinare lo stesso disegno, ma con molto meno tempo a disposizione.
Nel turno veloce si hanno 90 secondi totali per indovinare più disegni possibile. In questo caso i soggetti sono più semplici, tutti oggetti di una sola parola. Quando un oggetto viene indovinato, oppure quando il concorrente si arrende premendo un tasto, inizia il disegno successivo, fino a esaurimento del tempo.
Alla fine vince chi ha totalizzato più dollari nei tre turni.

### Versione NES
La versione per NES, prodotta successivamente, si differenzia principalmente da quanto sopra descritto perché ha l'opzione di far disegnare al giocatore il soggetto selezionato dalla console (il cui nome viene mostrato prima a video, mentre gli altri non guardano). Uno o più altri giocatori umani della stessa squadra devono quindi indovinare. In alternativa la console disegna, come nelle versioni per computer, e gli umani indovinano. Non esistono in ogni caso avversari computerizzati.
Si disegna tracciando segni direttamente con un cursore mosso dal gamepad. Non esistono strumenti grafici, ad esempio per fare cerchi; si fanno soltanto tratti nello stile della classica lavagna magica giocattolo, per cui è piuttosto difficile disegnare decentemente in poco tempo.
La schermata rimane la stessa per tutta la partita, senza ingrandimenti, con le decorazioni limitate a due concorrenti seduti di fianco al foglio. Per indovinare le risposte è presente una tastiera sul video, dove si selezionano le lettere con un cursore. Quindi, se è una persona a disegnare, serve un secondo gamepad per scrivere.
Un'altra novità di questa versione è la presenza di tre livelli di difficoltà, che influenzano il tempo a disposizione, la presenza di frasi o solo parole singole, e la presenza di trattini che rivelano in anticipo la lunghezza delle parole.
A fine partita viene dato inoltre un codice di salvataggio dello stato, che si può inserire in successive sessioni di gioco per evitare, finché possibile, che si ripetano casualmente soggetti già disegnati nelle partite precedenti.